# Josep Maria Bardolet
Josep Maria Bardolet (Vich, Barcelona), más conocido como Mia Bardolet, es un piloto de rally español actualmente retirado, que ganó el Campeonato de España de Rally de tierra 1991 y el de asfalto de 1993.

## Trayectoria
Comenzó a competir en los años 80, primero en el Campeonato Zanini-Racing y luego en el Campeonato Catalán de Rally. En 1985 se hace con el título en el Volant RACC con un Renault 5 Copa. En 1986 pasa a ser piloto semioficial de Citroën, a bordo de un Citroën Visa GTI. Ganó el campeonato catalán en 1986 y 1987 a bordo del Visa, y empezó a competir en pruebas del nacional como el Rally Valeo.
En 1988 disputó el Campeonato de España en su totalidad como piloto semioficial de Citroën, a bordo de un Citroën AX Sport. En 1989 compite como semioficial de Ford España. Bardolet domina el campeonato nacional de Grupo N con un Ford Sierra Cosworth y finaliza cuarto en la clasificación general.

### Ford
En 1990 se convierte en piloto oficial de Ford de manera definitiva, aunque no consigue ninguna victoria frente al Lancia Delta de Jesús Puras, puesto que el Ford Sierra Cosworth no estaba a la altura al ser un coche de sólo dos ruedas motrices, finalizando de nuevo cuarto al final de la temporada. Ese mismo año, Ford probó suerte en el Campeonato de Rallyes de Tierra, donde Bardolet consiguió ganar en el Rally de Alicante con el Sierra Cosworth 4x4,y en el Rallye de Talavera, con el Ford Escort Cosworth, siendo esta la 1ª victoria del Escort Cosworth a nivel mundial. 
Al año siguiente Ford se centró exclusivamente en el Campeonato de tierra y Bardolet obtuvo el título absoluto tras tres años de dominio del uruguayo Gustavo Trelles. En el campeonato de asfalto a pesar de no realizarlo al completo, consiguió una victoria en el Rally de Osona, además se estrenó en el mundial participando en el Rally Catalunya-Costa Brava en el equipo Q8 Team Ford, junto a François Delecour, donde finalizó cuarto.
En 1992 con el Escort Cosworth oficial no pudo con el uruguayo Trelles que se impuso en el nacional de tierra otra vez con el Lancia Delta, superior al Escort de Bardolet, si bien este ganó dos rallyes. Participa de nuevo en el Cataluña del mundial con un Sierra oficial, donde se retira.

### Opel
En 1993 Ford se retira de la competición nacional, y Bardolet ficha por Opel donde le ofrecen correr con el Opel Astra GSI16v F2 en el Campeonato de asfalto. A pesar de perderse las dos primeras carreras del año, consigue hacerse con el título en el último rally compitiendo contra su compañero Luis Climent.
Repitió en 1994 a bordo del Opel Astra, pero en esta ocasión el campeonato fue dominado por el Clio Williams de Oriol Gómez, obteniendo únicamente una victoria y la tercera posición final en el campeonato. Opel abandonó el campeonato por lo que en 1995 se encontró sin equipo. A partir de ahí, las participaciones de Mía Bardolet se limitaron al Campeonato de España de Rallyes de Tierra con un Citroën ZX 2RM preparado por Zanini, y una aparición en el Rally Cataluña-Costa Brava integrado como refuerzo en el equipo oficial SEAT Sport, a bordo del Seat Ibiza Kit Car con el objetivo de conseguir el mayor número de puntos para el Mundial de 2 Litros.

## Palmarés

### Títulos
| Año  | Campeonato                               | Automóvil                |
| ---- | ---------------------------------------- | ------------------------ |
| 1991 | Campeonato de España de Rally de Tierra  | Ford Sierra Cosworth 4X4 |
| 1993 | Campeonato de España de Rally de Asfalto | Opel Astra GSI 16v       |

### Resultados Campeonato de España de Rally
| Año  | Equipo              | Automóvil                   | 1     | 2       | 3      | 4       | 5       | 6     | 7       | 8       | 9       | 10      | 11      | 12  | Pos. | Puntos |
| ---- | ------------------- | --------------------------- | ----- | ------- | ------ | ------- | ------- | ----- | ------- | ------- | ------- | ------- | ------- | --- | ---- | ------ |
| 1986 |                     | Citroën Visa GTi            | CBR 5 | COB     | PAL 13 | SMO     | LLA     | CAN   | ECO     | PDA     | SFR     | CAT     | VAL     |     |      |        |
| 1987 |                     | Citroën Visa GTi            | CBR 3 | ARO 8   | SMO    | CAJ     | LLA     | ECO   | CAN     | PDA     | SFR     | CAT Ret | VAL 6   |     |      |        |
| 1988 |                     | Citroën Visa GTi            | CAT 4 | SMO Ret | ARO 6  |         |         |       |         |         |         |         |         |     | 8º   | 664    |
| 1988 |                     | Citroën AX Sport            |       |         |        | CAJ     | LLA 8   | CAN   | PDA Ret | SFR 4   | COI Ret | VAL 13  |         |     | 8º   | 664    |
| 1989 | Marlboro Rally Team | Ford Sierra RS Cosworth     | CAT 5 | SMO 3   | SAN 6  | CAJ Ret | LLA Ret | OUR 3 | OSO 2   | PDA 4   | ISC     | ECO     | VAL 5   |     | 4º   | 1116   |
| 1990 | Marlboro Rally Team | Ford Sierra RS Cosworth     | CAT 1 | SMO 2   | CAN 3  | CAJ Ret | VLL Ret | OUR 2 | OSO 3   | PRA Ret | CAN 3   | ECI Ret | VAL 1   |     | 4º   | 1076   |
| 1991 | Q8 Team Ford        | Ford Sierra RS Cosworth 4x4 | CAN   | ECO     | CAN    | CAJ     | LLA     | OUR   | OSO 1   | PDA     | VAL     | CAT 1   |         |     |      |        |
| 1992 | Ford Motor Co. Ltd. | Ford Sierra RS Cosworth 4x4 | ECO   | ISC     | CAN    | MED     | LLA     | OSO   | SFR     | CER     | PDA     | OUR     | CAT Ret | MAD |      |        |
| 1993 | Opel Team España    | Opel Astra GSi 16V          | COI   | CAN     | LLA 1  | OUR 1   | FRO 1   | SAG 4 | RBX     | PDA Ret | LIN     | CAT 2   | COR 1   | IDT | 1º   | 948    |
| 1994 | Opel Team España    | Opel Astra GSi 16V          | COI 2 | ADE 4   | CAJ 3  | SMO 2   | LLA 3   | OUR 1 | SFR 6   | SAG     | PDA Ret | RBX     | CAT     | COR | 3º   | 877    |

### Campeonato de España de Rally de Tierra
| Año  | Equipo              | Vehículo                 | 1     | 2      | 3     | 4     | 5     | 6       | 7      | 8     | Posición | Puntos |
| ---- | ------------------- | ------------------------ | ----- | ------ | ----- | ----- | ----- | ------- | ------ | ----- | -------- | ------ |
| 1990 | Ford España Malboro | Ford Sierra Cosworth 4X4 | ALI 1 | LR Ret | LLE 6 | LUG 3 | VIG 3 |         | MUR NP | MAD 7 | 2º       | 118    |
| 1990 | Ford España Malboro | Ford Escort RS Cosworth  |       |        |       |       |       | TAL 1   |        |       | 2º       | 118    |
| 1991 | Ford España Ertoil  | Ford Sierra Cosworth 4x4 | CCL 1 | ALI 1  | LUG 2 | GIJ 1 | VIG 1 | COR 2   | LLE NP | MAD 2 | 1º       | 153    |
| 1992 | Ford Motorsport     | Ford Escort RS Cosworth  | MIJ 1 | LLE 1  | LLE 2 | CAN 4 | COR 2 | LUG Ret | LUG 2  | MAD 2 | 2º       | 139    |